# Dead Letter Circus
Dead Letter Circus es una banda australiana de rock progresivo proveniente de Brisbane, Queensland fundada en el 2004. Su álbum debut This Is The Warning debutó en número 2 en el top chart de ARIA. Su segundo álbum de larga duración The Catalyst Fire fue lanzado el 9 de agosto de 2013.

## Historia

### Formación y primer EP (2005–2009)
Dead Letter Circus fue fundada en Brisbane a principios de 2005 por tres miembros de la extinta banda Ochre. En el 2007 lanzaron su primer EP homónimo, los sencillos fueron Disconnect and Apply, Next in Line y The Space on the Wall. Disconnect and Apply fue una de las canciones más tocadas en la radio nacional.
La banda ha tocado en festivales como Big Day Out, Come Together Music Festival en Sídney y Over-Cranked Music Festival in Brisbane y ha compartido escenario a lado de bandas como Judas Priest, Cog, Karnivool, The Butterfly Effect, Chevelle, Helmet entre otras. En 2008, el baterista Scott Davey decide abandonar el grupo, fue reemplazado por Luke Williams.  El 1 de noviembre de 2008, la banda lanza su segundo EP titulado Next In Lane.
El 11 de agosto de 2009, la banda lanza el sencillo The Space on the Wall, y tiempo después salen de gira junto a bandas invitadas como Sydonia y Many Machines on Nine. Posteriormente la banda firma con el sello Warner Music Group en Australia y Nueva Zelanda.

### This Is The Warning(2010–2011)
El 16 de febrero de 2010, a través de su perfil en myspace, la banda revela que habían terminado de grabar su segundo álbum de larga duración titulado This Is The Warning. El álbum fue lanzado el 14 de mayo de 2010, el cual debutó en número w en el top chart de ARIA.
La banda se encargó de tocar junto a Muse en los conciertos que realizaron en Brisbane el 5 y 6 de diciembre de 2010. Tiempo después, la banda tocó junto a Linkin Park en los conciertos que realizaron en Sídney y Melbourne del tour A Thousand Suns World Tour.
En mayo de 2011, anuncian su incorporación a la discográfica estadounidense Sumerian Records para distribuir su más reciente álbum en los Estados Unidos. El 9 de mayo de 2011 el álbum This is the Warning fue lanzado en los Estados Unidos, tiempo después se van de gira por el Reino Unido en junio y julio de 2011 para promocionar el lanzamiento del álbum. La banda se une a la gira de verano por los Estados Unidos en 24 ciudades de julio a agosto con Animals as Leaders. Tiempo después, regresan a Australia a tocar 21 fechas en la gira No Fracking Way Tour para crear conciencia sobre los peligros del gas metano de carbón. El guitarrista Rob Maric explicó sobre de que trata el título de la gira: "Es importante para todos. El planeta está cayendo en una completa auto-destrucción. Los músicos tienen una afortunada posición de influencia, por lo que es una buena oportunidad para difundir un tema sobre una gran cantidad de personas y decirles 'oye, revisa este tema'. Yo respeto a los músicos más que a los políticos. por lo que cuando ellos hablan, yo tiendo a escuchar."

### The Catalyst Fire(2012-presente)
La banda empezó a trabajar en su nuevo álbum a principios de 2012. Según el vocalista Benzie, el álbum puede adoptar un enfoque más electrónico que This Is The Warning; Dijo: "Creo que estamos en una etapa especie de cyborg, mitad humano y mitad robot. Sí, definitivamente creo que podríamos (ir en una dirección electrónica). Nos estamos inclinando hacia un mayor sonido, más gordo, y no sólo con guitarras."
A principios de 2013, el guitarrista y fundador Rob Maric anuncia su salida de la banda, los motivos fueron que había estado alejado de la banda y que ya no volvería. El 8 de enero de 2013, la banda anuncia a Clint Vincent de la banda Melodyssey como el "nuevo chico".
La banda firmó con el sello discográfico UNFD en abril, para liberar el segundo álbum y confirmaron que el lanzamiento estaba programado para agosto de 2013. En septiembre, la banda encabezó el festival Krank'd Up en Johannesburgo, Sudáfrica. El 28 de junio la banda anunció su segundo álbum de estudio titulado The Catalyst Fire saldrá a la venta el 9 de agosto de 2013. El 5 de julio de 2013, la banda lanzó el vídeo musical del sencillo Lodestar dirigido por Lori Balotti. El 10 de diciembre de 2013 lanzan el vídeo musical de su segundo sencillo I Am.

## Integrantes

### Miembros actuales
- Kim Benzie – voz (2005–presente)
- Stewart Hill – bajo (2005–presente)
- Luke Williams – batería, voz (2008–presente)
- Tom Skerlj – guitarra, teclados, percusión (2011–presente)
- Clint Vincent – guitarra (2013–presente)

### Miembros anteriores
- Scott Davey – batería (2005–2008)
- Rob Maric – guitarra (2005–2012)

## Discografía

### Álbumes de estudio
| Título              | Detalles                                                                                              | Posiciones en el chart |
| Título              | Detalles                                                                                              | AUS                    |
| ------------------- | --- | ---------------------- |
| This Is The Warning | - Lanzado: 14 de mayo de 2010 - Discográfica: Warner Music Australia - Formatos: CD, descarga digital | 2                      |
| The Catalyst Fire   | - Lanzado: 9 de agosto de 2013 - Discográfica: UNFD - Formatos: CD, descarga digital                  | 2                      |

### EP
- Dead Letter Circus (2007)
- Next In Line (2008)

### Sencillos
| Título                | Año  | Posiciones en el chart | Álbum               |
| Título                | Año  | AUS                    | Álbum               |
| --------------------- | ---- | ---------------------- | ------------------- |
| Disconnect and Apply  | 2005 | —                      | Dead Letter Circus  |
| Reaction              | 2008 | —                      | Next in Line        |
| Next in Line          | 2008 | 63                     | Next in Line        |
| The Space on the Wall | 2009 | —                      | This Is the Warning |
| Big                   | 2010 | —                      | This Is the Warning |
| One Step              | 2010 | —                      | This Is the Warning |
| Cage                  | 2010 | —                      | This Is the Warning |
| Reaction              | 2011 | —                      | This Is the Warning |
| Wake Up               | 2012 | —                      | Sencillo            |
| Lodestar              | 2013 | —                      | The Catalyst Fire   |
| I Am                  | 2013 | —                      | The Catalyst Fire   |

## Videografía
| Título                | Año  | Director            | Álbum               |
| --------------------- | ---- | ------------------- | ------------------- |
| The Space on the Wall | 2009 |                     | This Is the Warning |
| Big                   | 2010 |                     | This Is the Warning |
| One Step              | 2010 |                     | This Is the Warning |
| Disconnect and Apply  | 2010 | Dead Letter Circus  |                     |
| Cage                  | 2010 | This Is the Warning |                     |
| Reaction              | 2011 | This Is the Warning |                     |
| Lodestar              | 2013 | Lori Balotti        | The Catalyst Fire   |
| I Am                  | 2013 | Simon Smith         | The Catalyst Fire   |